# Siegfried Sorge (Admiral)
Siegfried Sorge (* 10. Juli 1898 in Halberstadt; † 13. September 1989 in Bad Godesberg) war ein deutscher Marineoffizier, zuletzt Konteradmiral im Zweiten Weltkrieg.

## Leben
Sorge trat am 4. Juli 1916 während des Ersten Weltkriegs als Freiwilliger mit der Anwärterschaft auf die Seeoffizierslaufbahn in die Kaiserliche Marine ein. Bei Kriegsende war er Leutnant zur See und Wachoffizier auf dem Torpedoboot S 113 bei der XII. Torpedobootsflottille. Nach dem Waffenstillstand beurlaubte man ihn zunächst bis Ende April 1919. Dann war Sorge bis Ende Mai 1920 als Kompanieführer in der Marine-Brigade von Loewenfeld tätig. Anschließend nochmals kurzzeitig beurlaubt und am 20. Juni 1920 in die Reichsmarine übernommen, kam er zunächst zum Schiffsstamm des Kleinen Kreuzers Medusa und wurde dann vom 17. Juli 1920 bis 24. September 1922 als Wachoffizier auf dem Schiff eingesetzt. Im weiteren Verlauf seiner Militärkarriere diente Sorge von Mai 1938 bis Dezember 1939 als Navigationsoffizier auf dem Schlachtschiff Gneisenau und anschließend während des Zweiten Weltkriegs bis Ende März 1943 als Chef des Stabes beim Stab des II. Admirals der Ostsee. Mit seiner Beförderung zum Konteradmiral am 1. April 1943 erhielt er die Ernennung zum II. Admiral der Ostsee. Im letzten Kriegsjahr fungierte Sorge ab 16. Januar 1945 als Kommandant der Seeverteidigung Westpreußen und Festungskommandant von Gotenhafen/Hela. Als solcher geriet er in sowjetische Kriegsgefangenschaft, aus der er am 24. April 1950 entlassen wurde.
Nach seiner Entlassung engagierte er sich in der CDU-nahen Deutschen Demokratischen Aktion (DDA). und der Freien Wählergemeinschaft FWG Siegfried Sorge liegt auf dem Kieler Nordfriedhof begraben.

## Werke
In mehreren, überarbeiteten Fassung erschien sein Buch Der Marineoffizier als Führer und Erzieher, ein Ratgeber für junge Offiziere der Kriegsmarine zur Menschenführung.
- Der Marineoffizier als Führer und Erzieher. Mittler, Berlin 1937, DNB 576459100.